# Sasaki Shota
Shota Sakaki (榊 翔太 (Thần Tường Thái) Sakaki Shota, sinh ngày 3 tháng 8 năm 1993) là một cầu thủ bóng đá người Nhật Bản thi đấu cho Tochigi SC.

## Thống kê câu lạc bộ
| Câu lạc bộ        | Mùa giải | Giải vô địch | Giải vô địch | Cúp1    | Cúp1      | Cúp Liên đoàn2 | Cúp Liên đoàn2 | Tổng    | Tổng      |
| Câu lạc bộ        | Mùa giải | Số trận      | Bàn thắng    | Số trận | Bàn thắng | Số trận        | Bàn thắng      | Số trận | Bàn thắng |
| ----------------- | -------- | ------------ | ------------ | ------- | --------- | -------------- | -------------- | ------- | --------- |
| Consadole Sapporo | 2011     | 0            | 0            | 1       | 1         | -              | -              | 1       | 1         |
| Consadole Sapporo | 2012     | 12           | 2            | 0       | 0         | 5              | 3              | 17      | 5         |
| Consadole Sapporo | 2013     | 12           | 0            | 0       | 0         | 0              | 0              | 12      | 0         |
| Consadole Sapporo | 2014     | 9            | 0            | 0       | 0         | 0              | 0              | 9       | 0         |
| Consadole Sapporo | 2015     | 0            | 0            | 0       | 0         | 0              | 0              | 0       | 0         |
| Horn              | 2015-16  | 23           | 5            | 1       | 1         | -              | -              | 24      | 6         |
| Tổng              | Tổng     | 56           | 7            | 2       | 2         | 5              | 3              | 64      | 12        |

1Bao gồm Cúp Hoàng đế Nhật Bản.
2Bao gồm J.League Cup.